# Molophilus (Molophilus) abruptus semiermis
Molophilus (Molophilus) abruptus semiermis is een ondersoort van de tweevleugelige Molophilus (Molophilus) abruptus uit de familie steltmuggen (Limoniidae). De ondersoort komt voor in het Australaziatisch gebied.